# Эйстейнн Жестокий
Эйстейнн Жестокий (швед. Östen Illråde) — полулегендарный король Швеции, правивший в конце VIII века.

## Биография
Главный источник — древнескандинавские саги.

### Сага о сыновьях Рагнара (Ragnarssona þáttr)
Первой о Эйстейнне Жестоком повествует самая старая версия саги Ragnarssona þáttr. Сначала рассказывается, что сыновья Рагнара Лодброка покинули родину и покорили Зеландию, Рейдготаланд (вероятно Ютландия), Готланд, Эланд и все второстепенные острова. Затем вождь Ивар Безкостный поселился со своими братьями в Лейре (на острове Зеландия).
Рагнар завидовал славе собственных сыновей. Он назначил Эйстейнна ярлом Швеции, поручив ему защитить страну от своих сыновей. Затем Рагнар отправился в поход на восток через Балтийское море.
Вскоре сыновья Рагнара, Эйрик и Агнар, приплыли к озеру Меларен. Они послали королю Эйстейнну сообщение, чтобы он покорился им, как сыновьям самого Рагнара. А Эйрик добавил, что хочет взять в жёны Боргхильду, дочь Эйстейнна, Ярл ответил, что сначала должен посоветоваться с другими вождями Швеции. Вожди расценили поведение сыновей Рагнара как мятеж. Тогда Эйстейнн собрал войско и сразился с мятежниками в битве. Отряды Эрика и Агнара оказались разбиты. Агнар умер от ран, а Эйрика захватили в плен.
Эйстейнн предложил Эйрику поселиться в Уппсале и взять столько земли, сколько захочется, а также взять в жёны Боргхильду. Кроме того ярл предложил вергельд за смерть Агнара. Но Эйрик заявил, что после такого поражения он ничего не желает, кроме как самостоятельно выбрать день своей смерти. Эйрик просил пронзить его копьями и его желание было исполнено.
В это время в Зеландии мать убитых Аслауг (по другой версии Тора из Готланда) призвала отомстить за смерть сыновей. Тогда братья Бьёрн Железнобокий и Хвитсёрк, которые до того безмятежно играли в тавлеи, оставили все занятия и отправились в Швецию с большой армией. Сама Аслауг отправилась с конницей по суше.
В произошедшей битве Эйстейнн потерпел поражение и погиб. После смерти Рагнара королём Швеции стал Бьёрн Железнобокий.

### Сага о Рагнаре Лодброке (Ragnars saga loðbrókar)
Сага о Рагнаре Лодброке рассказывает, что Эйстейнн был королём Швеции и хорошим другом Рагнара Лодброка. При этом у Эйстейнна была очень красивая дочь по имени Ингеборга. Кроме того, он был набожным язычником, и в Уппсале как нигде часто проводили пиры блот. В благодарность боги даровали шведам священную корову Сибилью. Когда на страну нападали враги, она шла в бой вместе с воинами. Магическая сила коровы была столь велика, что, когда она мычала, враги начинали сражаться между собой.
Однажды Рагнар Лодброк навестил Эйстейнна в Уппсале и тот предложил другу жениться на Ингеборге вместо прежней Аслауг, которая не имела приданого и происходила из простого народа. Рагнар обручился с Ингеборгой. Но через некоторое время Аслауг узнала об этом от трёх маленьких птиц. И тогда она велела передать Рагнару, что её родителями были знаменитые Зигфрид и Брюнхильда. Когда Рагнар понял, что Ингеборга более низкого происхождения чем Аслауг, то отказался от прежних обещаний и разорвал помолвку.
Эйстейнн был оскорблён решением Рагнара и заявил, что с прежней дружбой покончено. Эта новость обрадовала сыновей Рагнара, Эрика и Агнара, которые решили отправиться в Швецию и разграбить страну, так как их отец больше не будет возражать.
Эйстейнн, узнав об этом, отправил во все стороны своих владений бутскафле и собрал под свои знамёна ополчение лейданг. Он также сумел присоединить к своему войску Сибилью. Когда воины Эйстейнна прибыли в то место, где расположились лагерем воины Эрика и Агнара, то король приказал одной трети своей армии атаковать врагов и отвлечь их боем. В это время остальные две трети должны были ударить с флангов и окружить людей Эйрика и Агнара. Так и было сделано. В решающий момент Сибилья начала реветь и враги стали сражаться между собой. В итоге Агнар был убит, а Эйрик захвачен в плен.
Эйрику предложили заключить мир и взять Ингеборгу в жёны. Но он сказал, что мечтает о другом. Он попросил вонзить копья в землю наконечниками вверх, чтобы броситься на них и принять смерть, достойную настоящего воина. Так и произошло.
Когда Аслауг услышала известие о смерти Эйрика и Агнара, она заплакала кровью. Она потребовала от сыновей Рагнара отомстить за погибших братьев. Поначалу Ивар Бескостный боялся магии, которая помогала шведам побеждать. Но его младший брат Сигурд Змееглазый его убедил отправиться в поход.
Сигурд собрал под своим командованием пять боевых кораблей, Хвитсёрк и Бьёрн Железнобокий собрали ещё четырнадцать, а Аслауг и Ивар Бескостный привели по десять кораблей каждый. Ивар не позволил своей матери отправиться морем и она отправилась в поход по суше вместе с отрядами всадников. Причём Аслауг изменила имя на Рандалин.
Когда армии встретились в битве, Ивар велел всем устроить такой грохот, чтобы заглушить мычание Сибильи. Но это не помогло. Тогда Ивар выпустил две стрелы и пронзил глаза коровы. Но и после этого она продолжала мычать, вынуждая врагов биться друг с другом. Тогда Ивар попросил своих воинов подбросить его очень высоко. С помощью магии он сделал себя таким тяжёлым, что когда обрушился на Сибилью, то просто раздавил её.
Шведский лейданг был побит, а Эйстейнн пал в битве. Сыновья Рагнара посчитали, что достаточно отомстили за смерть братьев. Они пощадили пленных шведов и не стали грабить их страну.

### Сага о Хёрвер (Hervarar saga ok Heiðreks)
Сага о Хёрвер рассказывает, что Эйстейнн был сыном Харальда Боезуба. Согласно повествованию Харальд Боезуб стал королём Швеции, а Сигурд Кольцо — королём Дании. Правда, ряд источников излагает события несколько иначе. В них говорится, что Эйстейнн унаследовал Швецию от своего отца Харальда Боезуба и управлял ею до тех пор, пока его не убили сыновья Рагнара Лодброка. После смерти Рагнара новым королём стал Бьёрн Железнобокий.

### Деяния Данов (Gesta Danorum)
В Деяниях Данов Саксона Грамматика (книга 9) также упоминается Эйстейнн, но только мимоходом. В книге говорится, что сын Рагнара Лодброка Агнар узнал, что его брат Эйрик был убит королём Швеции Остеном. Агнар хотел отомстить, но погиб в битве.